# Змеиный полёт
«Змеиный полёт» (англ. Snakes on a Plane) — кинофильм 2006 года режиссёра Дэвида Р. Эллиса, сочетающий элементы боевика и фильма ужасов. Главные роли сыграли Сэмюэл Л. Джексон, Джулианна Маргулис и Натан Филлипс. Премьера фильма в США состоялась 18 августа 2006 года, в России — 2 ноября 2006 года.
Слоган фильма «Сядьте. Приготовьтесь. И пусть вам будет страшно!».

## Сюжет
Молодой парень Шон Джонс становится невольным свидетелем убийства прокурора Дэниела Хейса, совершённого Эдди Кимом, одним из членов якудзы. Шон желает дать показания в суде и засадить бандита за решётку. Под опекой двух агентов ФБР (Невилла Флинна и Генри Харриса) его пытаются переправить из Гонолулу в Лос-Анджелес обычным пассажирским рейсом South Pacific Airlines-121 (самолёт Boeing 747-400), но первым классом.
Мафия, узнав об этом, грузит на борт самолёта контейнеры с цветами, где, помимо цветов, находится большое количество ядовитых змей. По истечении половины времени полёта змеи выбираются наружу и начинают кусать пассажиров, а также портить оборудование самолёта. Столь агрессивное поведение змей объясняется тем, что цветы в контейнерах, в которых содержались змеи, были опрысканы некими феромонами, вызывающими возбуждение и агрессию.
Флинн пытается нейтрализовать змей при помощи электрошокера, но множество пассажиров, в том числе агент Харрис, гибнут от укусов. Оставшиеся пассажиры и бортпроводники баррикадируются на верхней палубе лайнера. Агент Невилл Флинн организовывает отпор пресмыкающимся, ситуация осложняется тем, что от укусов гибнут оба пилота рейса 121. На земле тем временем спешно находят эксперта по змеям, но тот сообщает неприятное известие: на борту самолёта собраны самые разные змеи со всех уголков мира. Найти все варианты противоядия будет весьма непростой задачей, но тем не менее, это удаётся. Агент Флинн, после анализа ситуации, приходит к крайне рискованному варианту — разгерметизировать корпус самолёта, чтобы понизить температуру и давление и высосать из самолёта всех змей; вариант оказывается успешным — все змеи вылетели из самолёта. За штурвал садится Трой — один из пассажиров, который до этого имел опыт полётов только на авиасимуляторе. Совместными усилиями Троя и агента Флинна самолёт удаётся посадить в аэропорту Лос-Анджелеса.

## В ролях
| Актёр              | Роль                                               |
| ------------------ | -------------------------------------------------- |
| Сэмюэл Л. Джексон  | агент ФБР Невилл Флинн                             |
| Джулианна Маргулис | стюардесса Клер Миллер                             |
| Натан Филлипс      | Шон Джонс                                          |
| Бобби Каннавале    | агент ФБР Генри Харрис                             |
| Флекс Александр    | рэпер Клэрэнс Дьюи («Three G's»)                   |
| Санни Мабри        | стюардесса Тиффани                                 |
| Тодд Луисо         | доктор и эксперт по змеям Стивен Прайс             |
| Кинан Томпсон      | охранник рэпера «Three G's» №1 Трой                |
| Кейт Даллас        | охранник рэпера «Three G's» №2 «Большой» Лерой     |
| Том Батлер         | командир экипажа рейса 121 Сэмюэл (Сэм) Маккеон    |
| Дэвид Кокнер       | второй пилот рейса 121 Ричард (Рик)                |
| Эльса Патаки       | Мария                                              |
| Тай Рунян          | Тайлер                                             |
| Эмили Холмс        | Эшли                                               |
| Рейчел Бланчард    | Мерседес Харбонт                                   |
| Лин Шэй            | старшая стюардесса Грейс                           |
| Брюс Джеймс        | бортпроводник Кен                                  |
| Байрон Лоусон      | член якудзы Эдди Ким                               |
| Кевин Макнатти     | авиадиспетчер аэропорта Лос-Анджелеса Эммет Брэдли |

## Создание фильма
Первоначально режиссёром фильма задумывался Ронни Ю, известный по постановке фильма «Фредди против Джейсона». Однако впоследствии продюсеры отказались от него в связи с творческими разногласиями и большими финансовыми потребностями режиссёра. В итоге на его место был назначен Дэвид Р. Эллис. Сэмюэл Л. Джексон согласился исполнить роль в фильме лишь из-за названия. Когда в ходе съёмок речь зашла о смене названия на «Pacific Air Flight 121» («Рейс Pacific Air 121»), Джексон поставил ультиматум — либо фильм останется с прошлым названием, либо он не будет участвовать в съёмках.
Режиссёр специально следил за отзывами фанатов, посвящённых снимаемому фильму, и пытался многие из них реализовать в своём фильме. В результате этого рейтинг фильма был сменён с «PG-13» на более категоричный «R». Для этих целей в марте 2006 года было выделено ещё 5 дней для завершения съёмок.

### Змеи
В фильме показано более 450 змей тридцати различных видов. В их число входят:
- 5,8-метровый тёмный тигровый питон по имени «Китти» (съёмочная группа называла его «Конг»).
- Поперечнополосатая королевская змея (похожая на кораллового аспида, но не ядовитая).
- Обыкновенная королевская змея, заменяющая тайпана (атакует пару, занимающуюся сексом в туалетной кабинке).
- Молочная змея.
- Маисовый полоз.
- Гремучая змея.
- Мангровая змея.

Две трети змей, показанных в фильме, были созданы либо с помощью аниматроники, либо на компьютере. Настоящие змеи были не ядовитые или не агрессивные. Сцены, где змея кого-то явно укусила, снимали с использованием компьютерной анимации.
У всех змей во время съёмок фильма были имена, но только «Лицо со шрамом» (анимированная гремучая змея), «Арахис» (кобра) и «Конг» (тёмный тигровый питон) упоминаются по имени в звуковых комментариях. Во время съёмок Сэмюэл Л. Джексон не вступал в контакт с живыми змеями, что было обусловлено контрактом; согласно ему, змеи должны были находиться на расстоянии минимум 8 метров от актёра.
Когда фильм вышел в кинотеатрах, распространились слухи, что во время показа фильма 22 августа 2006 года в Финиксе (Аризона) в кинотеатр специально запустили двух живых техасских гремучников. Позже выяснилось, что одна змея сама заползла в фойе кинотеатра, а другая была найдена на автостоянке кинотеатра. Змеи были отловлены, отвезены в пустыню и выпущены там.

## Культурное влияние
- Змеиный полёт — один из фильмов, спародированных в комедии США «Очень эпическое кино».
- В эпизоде «Удивительного мира Гамбола» «The DVD» Гамболу и Дарвину нужно вернуть диск «Крокодилы в поезде», который является отсылкой на «Змеиный полёт».